# Thường Ninh
Thường Ninh (tiếng Trung: 常宁市; bính âm: Chángníng shì) là một thành phố cấp huyện thuộc địa cấp thị Hành Dương, tỉnh Hồ Nam, Trung Quốc.

### Nhai đạo
- Nghi Dương (宜阳街道)
- Bồi Nguyên (培元街道)
- Tuyền Phong (泉峰街道)
- Thủy Khẩu Sơn (水口山街道)

### Trấn
| - Bách Phường (柏坊镇) - Tùng Bách (松柏镇) - Yên Châu (烟洲镇) - Ấm Điền (荫田镇) - Bạch Sa (白沙镇) - Tây Lĩnh (西岭镇) - Diêm Hồ (盐湖镇) - Tam Giác Đường (三角塘镇) | - Dương Tuyền (洋泉镇) - Miếu Tiền (庙前镇) - La Kiều (罗桥镇) - Bản Kiều (板桥镇) - Thắng Kiều (胜桥镇) - Quan Lĩnh (官岭镇) - Tân Hà (新河镇) |

### Hương
- Nghi Đàm (宜潭乡)
- Bồng Đường (蓬塘乡)
- Lan Giang (兰江乡)
- Đại Bảo (大堡乡)
- Giang Hà (江河乡)
- My Tuyền (弥泉乡)

### Hương dân tộc
- Hương dân tộc Dao Tháp Sơn (塔山瑶族乡)